# De Havilland DH.66 Hercules
El De Havilland DH.66 Hercules fue un biplano trimotor comercial de pasaje y correo construido a partir de 1926 por la compañía De Havilland Aircraft Company en Stag Lane, como un reemplazo más moderno de los DH.10 utilizados en el servicio de correo aéreo de la RAF. Imperial Airways usó el Hercules de manera efectiva para proporcionar un servicio de larga distancia a regiones remotas.

## Diseño y desarrollo
El Hercules fue diseñado para Imperial Airways cuando en 1925 formalizó un convenio para cubrir la ruta aérea El Cairo-Bagdad, por el cual se hacía cargo de dicho servicio anteriormente operado por la Real Fuerza Aérea, y ante la necesidad de sustituir los vetustos Airco DH.10 que se utilizaban. El Hercules era un biplano biplaza de tres motores con espacio para siete pasajeros y la capacidad de transportar correo. Para minimizar el riesgo de aterrizajes forzosos en áreas remotas del desierto, el Hercules poseía tres motores radiales Bristol Jupiter. De Havilland se alejó del fuselaje recubierto de contrachapado tradicional para eliminar el riesgo de deterioro en zonas de elevadas temperaturas, y lo construyó con acero tubular; la cabina y el compartimiento de equipaje trasero eran de contrachapado adosado a la estructura de acero. Los dos pilotos se acomodaban en una cabina abierta por encima del morro y la cabina de pasaje tenía espacio para un operador del equipo de radio inalámbrico, siete pasajeros, un compartimiento para equipaje de 4,39 m³ y otro de 13,17 m³ para el correo.
Las prestaciones de este modelo llamaron la atención de la aerolínea West Australian Airways (WAA), que por aquel entonces utilizaba el biplano monomotor cuatriplaza DH.50, por lo que en 1929 pasó un pedido por cuatro ejemplares que, al igual que los ejemplares sexto y séptimo de Imperial Airways, contaban con la cabina de pilotos cerrada, rueda de cola (en vez del patín original) y mayor espacio para pasaje (14 plazas).

## Historia operacional

### Imperial Airways
El prototipo, matriculado G-EBMW, voló por primera vez el 30 de septiembre de 1926 desde el aeródromo de Stag Lane. Con un contrato por cinco años para operar el servicio de correo aéreo desde El Cairo a Bagdad, y un requisito para comenzar un servicio entre El Cairo y Karachi, Imperial Airways ordenó cinco aviones. Tras realizar más vuelos de pruebas y entrenamiento de tripulaciones, fue entregado y voló del Reino Unido a El Cairo el 18 de diciembre de 1926 para establecerse en Heliópolis. El segundo avión (G-EBMX) salió de Croydon hacia El Cairo el 27 de diciembre de 1926, con el Secretary of State for Air (Secretario de Estado del Aire) Samuel Hoare, desde donde voló a la India, llegando a Nueva Delhi el 8 de enero de 1927. El prototipo, que posteriormente fue bautizado City of Cairo por el rey Fuad I, operó el primer servicio comercial entre Basora y El Cairo el 7 de enero de 1927. El servicio a Karachi no comenzó hasta dos años después, cuando el Gobierno persa concedió permiso para sobrevolar su espacio aéreo y realizar escalas.
Con el inicio del servicio entre El Cairo y Delhi en 1929, un sexto Hercules, City of Basra, entró en servicio; este aparato tenía la cabina de pilotos cerrada, modificación que pasó a ser estándar en el avión restante, el séptimo y último para esta aerolínea, que fue entregado en febrero de 1930. Imperial Airways precisaba con urgencia de estos dos aviones, pues otros dos se habían perdido entre septiembre de 1929 y febrero de 1930; eran los G-EBMZ City of Jerusalem y G-EBNA City of Teheran respectivamente. Ante la necesidad de más aviones de este modelo y con la línea de producción cerrada, la aerolínea se vio forzada a comprar un aparato a WAA. En 1931 se intentaron establecer dos servicios de correo aéreo experimental entre Croydon y Melbourne, el G-EBMW City of Cairo tenía que llevar el correo desde Karachi a Australia, pero se quedó sin combustible y tuvo que realizar un aterrizaje forzoso en Kupang, Timor, el 19 de abril de 1931, resultando destruido; WAA fue nuevamente abordada y otro avión fue vendido a Imperial Airways. En el vuelo de entrega a Karachi llevó el primer correo a través de Australia a Inglaterra. En diciembre de 1931, el City of Cape Town, ex WAA, realizó un vuelo de prospección a Ciudad del Cabo, en espera de la extensión de la Ruta Aérea Empire a Sudáfrica. El G-ABMT City of Cape Town fue utilizado brevemente en Sudáfrica desde octubre de 1932 hasta 1933 por Sir Alan Cobham en su gira Air Pageant Tour. El G-ABCP City of Jodhpur se usó en una campaña aérea contra la langosta en Rodesia en 1934; en noviembre de 1935 se estrelló en un pantano cerca del Lago Bisina en Uganda y resultó destruido. Imperial retiró del servicio el último ejemplar en diciembre de 1935, siendo los tres restantes (G-EBMX, G-AUJQ y G-AAJH) vendidos a las Fuerzas Aéreas de Sudáfrica.

### West Australian Airways

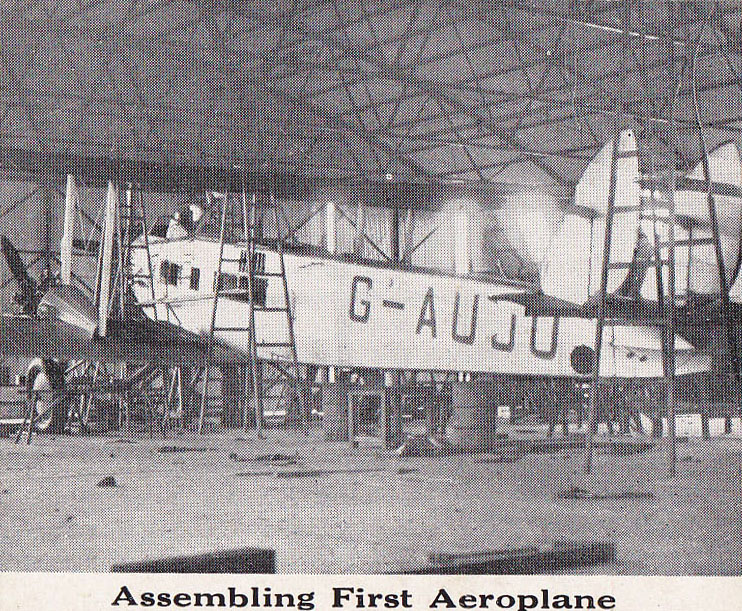
DH.66 Hercules de West Australian Airways.

West Australian Airways ordenó cuatro DH.66 para establecer un nuevo servicio de pasajeros y correo entre Perth y Adelaida. Tras las pruebas de aceptación en Inglaterra, los cuatro aviones se enviaron a Perth, y se volvieron a ensamblar. El primer servicio en dirección este fue volado por dos aviones, el City of Adelaide y City of Perth. Llegaron a Perth el 29 de mayo de 1929, después de volar 2334 km en 14 horas y el modelo entró en servicio con WAA en la ruta el 2 de junio. Dos aviones se vendieron posteriormente a Imperial Airways y los dos restantes a Stephens Aviation, cuando WAA fue absorbida por Australian National Airways.

### Fuerza Aérea Sudafricana
La Fuerza Aérea de Sudáfrica compró tres Hercules (G-EBMX, G-AUJQ y G-AAJH) a Imperial Airways en 1935. Al comienzo de la Segunda Guerra Mundial se utilizaron como aviones de transporte militar que apoyaban a las fuerzas sudafricanas en África; uno se canibalizó para repuestos en 1939 y los otros dos se retiraron del servicio y se desguazaron en 1943.

### Stephens Aviation
Dos antiguos aviones de West Australian Airways, el City of Perth y el City of Adelaide fueron operados en un servicio ferry en Nueva Guinea entre Lae y Wau desde 1936. El VH-UJO City of Perth se estrelló en febrero de 1941 y el City of Adelaide fue destruido por los japoneses en 1942.

## Operadores
Australia
- West Australian Airways (WAA)[1]
- Adelaide Airways[2]
- Stephens Aviation

 Reino Unido
- Imperial Airways[1]

 Sudáfrica
- Fuerza Aérea Sudafricana[1]

## Especificaciones
Referencia datos: de Havilland aircraft since 1909.

### Características generales
- Tripulación: Tres
- Capacidad: 7 pasajeros y hasta 13,2 m3 de correo
- Longitud: 16,9 m (55,5 ft)
- Envergadura: 24,2 m (79,5 ft)
- Altura: 5,6 m (18,2 ft)
- Superficie alar: 143,7 m² (1546,8 ft²)
- Peso vacío: 4110 kg (9058,4 lb)
- Peso cargado: 7103 kg (15 655 lb)
- Planta motriz: 2× motor radial de nueve cilindros refrigerado por aire Bristol Jupiter VI.
  - Potencia: 310 kW (427 HP; 422 CV) cada uno.
- Hélices: 1× bipala de paso fijo por motor.

### Rendimiento
- Velocidad máxima operativa (Vno): 206 km/h (128 MPH; 111 kt)
- Velocidad crucero (Vc): 180 km/h (112 MPH; 97 kt)
- Techo de vuelo: 4000 m (13 123 ft)
- Régimen de ascenso: 3,9 m/s (766 ft/min)

## Aeronaves relacionadas

### Secuencias de designación
- Secuencia DH._ (interna de De Havilland): ← DH.63 - DH.64 - DH.65 - DH.66 - DH.67 - DH.68 - DH.69 →